# セドリック・マックスウェル
セドリック・ブライアン・マクスウェル (Cedric Bryan Maxwell, 1955年11月21日 - ) は、アメリカ合衆国ノースカロライナ州出身。NBAで活躍したバスケットボール選手。203センチ。主なポジションはパワーフォワード。ボストン・セルティックスで2度優勝を経験した。ニックネームはCornbread

## NBAキャリア
1977年のNBAドラフトで12番目でセルティックスに指名を受ける。1981年のNBAファイナルでファイナルMVPを受賞した（マクスウェルは2000年以前のファイナルMVP獲得選手で唯一殿堂入りしていないプレイヤーである）。背番号31はセルティックスで永久欠番となった。